# Enrico Martini (giocatore di football americano)
Enrico Martini (Elsterwerda, 11 agosto 1988) è un ex giocatore di football americano e allenatore di football americano tedesco, di ruolo defensive back.
Ha iniziato a giocare nel 2006 ai Dresden Monarchs ed è successivamente passato ai Tirol Raiders.
Dal 2024 è special team coordinator ai Prague Lions in ELF.

## Palmarès
- Europeo (Germania: 2014)
- Austrian Bowl (Tirol Raiders: 2011, 2015, 2016, 2018, 2019)
- Eurobowl (Tirol Raiders: 2011)
- CEFL Bowl (Tirol Raiders: 2017, 2018, 2019)
- Superfinal (Tirol Raiders: 2018)
- ECTC Championship Game (Tirol Raiders: 2019)